# La donna della luna
La donna della luna è un film italiano del 1988 diretto da Vito Zagarrio, critico cinematografico qui al suo debutto alla regia.
Il film è stato prodotto da Reteitalia per un costo vicino al miliardo di lire.

## Trama
Angela, una donna italo-statunitense, torna in Sicilia dopo molti anni per assistere al funerale del padre. Durante il viaggio in traghetto, si imbatte in Salvo, un ragazzino che dice di essere braccato dalla mafia, a causa di un quantitativo di droga che ha rubato ad alcuni malviventi. Angela decide di dargli un passaggio e i due intraprendono così un viaggio attraverso la Sicilia in cui avranno modo di conoscersi meglio e affrontare alcuni incontri e diverse disavventure. Ma Salvo non è un ladro o un delinquente e questo Angela lo capisce. I due alla fine, invaghitisi l'uno dell'altra, finiscono per passare insieme una notte di passione, la prima e l'ultima per Salvo, che il giorno dopo viene ucciso per sbaglio da una pallottola vagante, sotto gli occhi di Angela.

## Critica
- «Ricco di mistero e di intenzioni, incerto nei risultati.» (commento de Il Morandini. Dizionario dei film e delle serie televisive che assegna al film due stelle su cinque come giudizio complessivo).[2]
- Il Farinotti assegna al film due stelle su cinque come giudizio complessivo.[3]

## Curiosità
- Il titolo originario del film era La notte della luna, ma è stato cambiato in quello attuale in omaggio al personaggio di Angela.[1]
- In questo film Greta Scacchi non è stata doppiata.
- Il film, che è stato girato a Ragusa, riprende il faro sito in Punta Secca (comune di Santa Croce Camerina, provincia di Ragusa), mostrato nella sigla della serie di film tv dedicati al commissario Montalbano e altre scene sono state girate nelle campagne di contrada Tarderia a Pedara in provincia di Catania.